# Росконцерт (2015)
Федеральное государственное бюджетное учреждение культуры «РОСКОНЦЕРТ» (ФГБУК РОСКОНЦЕРТ), до 30 ноября 2015 года — «Российская государственная концертная компания „СОДРУЖЕСТВО“» — правопреемник Государственного концертно-гастрольного бюро СССР «Союзконцерт», основанного в 1967 году.

## История

### Предыстория
Государственное концертно-гастрольное бюро СССР «Союзконцерт» было основано в 1967 году как единый всесоюзный центр, осуществлявший планирование и координацию гастролей солистов и художественных коллективов на территории всех республик СССР. Подготовка проходившего в различных союзных республиках праздника «Искусство — народу» (к 100-летию со дня рождения В. И. Ленина) стала первым мероприятием «Союзконцерта». В то же время был составлен список театральных трупп, концертных коллективов и исполнителей, с которыми впоследствии работал «Союзконцерт». В 1980-м году «Союзконцерт» принял участие в подготовке культурной программы Летних олимпийских игр 1980 года.

### В Российской Федерации
После распада СССР преемником «Союзконцерта» стала Российская государственная концертная компания «СОДРУЖЕСТВО» (1992 год), осуществлявшая подготовку, организацию и проведение международных и всероссийских событий в области культуры и искусства.
Среди них: Международный конкурс имени П. И. Чайковского, Международный конкурс артистов балета и хореографов, Всероссийский музыкальный конкурс, Всероссийский конкурс артистов балета и хореографов, фестивали индийской культуры в России и российской культуры в Индии, международный кинофестиваль «Балтийские дебюты» и др.
30 ноября 2015 года Федеральное государственное бюджетное учреждение культуры "Российская государственная концертная компания «СОДРУЖЕСТВО» была переименована в "Федеральное государственное бюджетное учреждение культуры «Федеральную дирекцию музыкальных и фестивальных программ „РОСКОНЦЕРТ“» (сокр. — ФГБУК «РОСКОНЦЕРТ»).
Руководители:
С 2007 по 2015 год компанию «СОДРУЖЕСТВО» возглавлял Андрей Малышев. В сентябре 2015 года он был назначен и. о. директора Департамента государственной поддержки искусства и народного творчества Министерства культуры РФ. Пост генерального директора РГКК «СОДРУЖЕСТВО» (после 30 ноября 2015 года — ФГБУК «РОСКОНЦЕРТ») заняла Ольга Жукова, ранее заместитель директора Департамента международного сотрудничества Министерства культуры РФ.
- Малышев, Андрей Владимирович (2007—2015)
- Жукова, Ольга Эдуардовна (с сентября 2015 года)
- Лебедев, Алексей Николаевич (с октября 2016 года)
- Малышев, Андрей Владимирович (с октября 2018 года)

## Основные мероприятия
- Международный конкурс имени П. И. Чайковского
- Всероссийский музыкальный конкурс (с 2010 года)
- Всероссийский конкурс артистов балета и хореографов (с 2013 года)
- Международный конкурс артистов балета и хореографов
- Международный кинофестиваль «Балтийские дебюты»
- Международный конкурс скрипачей имени А. И. Ямпольского[13]

## Награды
- Благодарность Президента Российской Федерации (9 августа 2023 года) — за заслуги в развитии отечественной культуры и искусства, многолетнюю плодотворную деятельность[14]